# 世界学生囲碁王座戦
世界学生囲碁王座戦（せかいがくせいいごおうざせん、World Student GO Oza Championship）は、学生の囲碁世界一を決める大会。2003年に国際学生囲碁王座戦として9カ国・地域の参加で開始され、2004年第2回から世界学生王座戦に改名。最大で12カ国・地域が参加。
- 主催 日本経済新聞社、全日本学生囲碁連盟、（8回-）パンダネット
- 後援 日本棋院、（1回）文部科学省、（8回-）国際囲碁連盟
- 協賛 （1回）富士写真フイルム、（2回）東日本旅客鉄道

16名の出場者がスイス式トーナメント4回戦により行う。ルールは日本ルール。
持ち時間は予選トーナメント90分切れ負け。決勝は60分、使い切ると1手30秒の秒読み。
出場国は、第1回は、日本、中国、韓国、中華台北、ハンガリー、アメリカ、ロシア、タイ、アルゼンチン。第8回では、日本、中国、韓国、中華台北、ウクライナ、アルゼンチン、シンガポール、タイ、ニュージーランド、メキシコ、チェコ。第1-21回の優勝者の国籍はのべで、中国8韓国7日本3。
日本の出場者は、全日本学生囲碁王座戦の優勝者及び優勝者と異性の最上位者。その他の国は、第1-7回は各国の囲碁協会の推薦選手、第8回からはパンダネットのインターネット対局による予選で中国、韓国、中華台北、その他アジア、ヨーロッパ、北中南米、オセアニアの代表を選出。

## 成績
大会は例年2月中に行われる。
| 回次 | 年   | 参加国                       | 優勝者                       | 2位                               | 3位                                   | 4位                                | 5位                          | 6位                                           |
| ---- | ---- | ---------------------------- | ---------------------------- | --------------------------------- | ------------------------------------- | ---------------------------------- | ---------------------------- | --------------------------------------------- |
| 1    | 2003 | 9                            | 葉凌雲 （復旦大）            | 朱大明 （復旦大）                 | 姜姍絹 （明知大）                     | 阿佐巧 （早稲田大）                | 施懿宸 （政治大）            | 孫昌虎 （明知大） チャバ・メロ （ハンガリー） |
| 2    | 2004 | 10                           | 劉欣 （清華大）              | 姜暘 （北京大）                   | 權容武 （弘益大）                     | 金兌炫 （明知大）                  | 金炯均 （韓国）              | 滝澤雄太 （早稲田大）                         |
| 3    | 2005 | 10                           | 聞捷 （南京郵電大）          | 温承勳 （明知大）                 | 胡煜淸 （上海財経大）                 | 葉暢 （上海外国語大）              | 張原榮 （国立中正大）        | 林志偉 （中華台北）                           |
| 4    | 2006 | 9                            | 江村棋弘 （同志社大）        | 李捷（カリフォ ルニア大学）       | 張原榮 （国立中正大）                 | 武田淳 （立命館大）                | 黄帝耀 （韓国）              | 許長立 （中華台北）                           |
| 5    | 2007 | 10                           | 李衍昊 （明知大）            | 村上深 （中央大）                 | 王雨荍 （中国）                       | 武田淳 （立命館大）                | 王景拾 （法政大）            | 趙雁培 （中国）                               |
| 6    | 2008 | 10                           | 李龍煕 （明知大）            | 洪奭義 （京畿大）                 | 村上深 （中央大）                     | 崔超 （上海外語大）                | 糸山剛志 （早稲田大）        | 金恩玉 （明知大）                             |
| 7    | 2009 | 9                            | 趙威 （上海財経大）          | ジエ・リ（ジョージ ・メーソン大） | 龜容珠 （明知大）                     | 頼宥丞 （清華大）                  | 金泰龍 （韓国）              | 高津昌昭 （立命館大）                         |
| 8    | 2010 | 11                           | 孟曉龍 （復旦大）            | 徐維兌 （明知大）                 | 頼宥丞 （清華大）                     | 山本拓徳 （慶應大）                | 林虹冰 （中華台北）          | 谷口洋平 （早稲田大）                         |
| 9    | 2011 | 12                           | ハム・ヨンウー （韓国）      | 楊博鈞 （中華台北）               | 王卓 （中国）                         | ソン・イェスル （韓国）            | 趙威 （中国）                | ミティック・ニコラ （セルビア）               |
| 10   | 2012 | 9                            | 徐進 （中国）                | ソウ・ユテ （韓国）               | 李源鯤 （中国）                       | 羅聖傑 （中華台北）                | キム・スーヤン （韓国）      | 田中伸幸 （立命館大）                         |
| 11   | 2013 | 12                           | 金有煥 （韓国）              | 蘇広悦 （中国）                   | アンティ・トルマネン （フィンランド） | 呉理沙 （立命館大）                | 羅聖傑 （中華台北）          | 蔡賢至 （韓国）                               |
| 12   | 2014 | 12                           | 王琛 （中国）                | 闇雲翼 （大阪大）                 | 鍾承恩 （中華台北）                   | 呉理沙 （立命館大）                | 胡釋云 （中華台北）          | マオジエ・シア （アメリカ）                   |
| 13   | 2015 | 12                           | 蘇広悦 （上海外国語大）      | 朴鐘昱 （韓国）                   | 葉罡廷 （中華台北）                   | 張允禎 （韓国）                    | 李卓良 （香港）              | 丹羽隼也 （慶應大）                           |
| 14   | 2016 | 12                           | 大関稔 （専修大）            | 鐘承恩 （中華台北）               | 王琳 （中国）                         | 黄翰韜 （オーストラリア）          | 金在承 （韓国）              | 朱海晨 （アメリカ）                           |
| 15   | 2017 | 12                           | 大関稔 （専修大）            | サンジョップ・リー （アメリカ）   | 楼雲逍 （中国）                       | 林曉彤 （中華台北）                | 宋在桓 （韓国）              | 曾平心 （中華台北）                           |
| 16   | 2018 | 12                           | 朴才東 （韓国）              | 豊田裕仁 （東洋大学）             | 趙殷振 （韓国）                       | 劉湯顥 （中国）                    | 陳思 （中国）                | ウー・ホ・ヨン （イギリス）                   |
| 17   | 2019 | 12                           | 白雲起 （韓国）              | 司馬旭 （中国）                   | 呉明珠 （韓国）                       | 大関稔 （専修大）                  | 陳芊瑜 （中華台北）          | 鹿耘漢 （中華台北）                           |
| 18   | 2020 | （COVID-19の影響で大会中止） | （COVID-19の影響で大会中止） | （COVID-19の影響で大会中止）      | （COVID-19の影響で大会中止）          | （COVID-19の影響で大会中止）       | （COVID-19の影響で大会中止） | （COVID-19の影響で大会中止）                  |
| 19   | 2021 | （COVID-19の影響で大会中止） | （COVID-19の影響で大会中止） | （COVID-19の影響で大会中止）      | （COVID-19の影響で大会中止）          | （COVID-19の影響で大会中止）       | （COVID-19の影響で大会中止） | （COVID-19の影響で大会中止）                  |
| 20   | 2022 | （COVID-19の影響で大会中止） | （COVID-19の影響で大会中止） | （COVID-19の影響で大会中止）      | （COVID-19の影響で大会中止）          | （COVID-19の影響で大会中止）       | （COVID-19の影響で大会中止） | （COVID-19の影響で大会中止）                  |
| 21   | 2023 | 12                           | 金承遠 （韓国）              | 川口飛翔 （東京大学）             | 高怡凡（中国）・陳彦儒（中華台北）    | 高怡凡（中国）・陳彦儒（中華台北） | 龐子鈺 （中国）              | W・カルエハニワット （タイ）                  |
| 22   | 2024 |                              | 劉嘉琪                       |                                   |                                       |                                    |                              |                                               |

## 類似する国際大会
同じく大学生向けの国際囲碁棋戦として、国際大学囲棋連合と上海応昌期教育基金会などが主催する「世界大学生囲碁選手権戦」がある。日本においてこの大会は日本棋院を通じて参加者募集が行われているので、世界学生囲碁王座戦の成績優秀者などにシード権が認められているというわけではない。